# Slovenska vas, Brežice
Slovenska vas je naselje v Občini Brežice
V naselju je bil do vstopa Hrvaške 1. januarja 2023 v skupno schengensko območje, ko je bila mejna kontrola po 32. letih ukinjena, tudi mejni prehod Slovenska vas.
Pred preimenovanjem leta 1993 se je naselje imenovalo Bregansko selo, del naselja, ki je na hrvaški strani meje oz. mejnega potoka Bregana, je še ostalo pod tem imenom. 

## Prebivalstvo
Etnična sestava 1991:
- Slovenci: 129 (76,3 %)
- Hrvati: 34 (20,1 %)
- Črnogorci: 2
- Makedonci: 1
- Neznano: 3 (1,8 %)